# 乌韦·梅尔茨
乌韦·梅尔茨（德語：Uwe Maerz，1969年10月6日—），德国男子赛艇运动员。他曾代表德国参加世界赛艇锦标赛，获得一枚金牌和一枚铜牌，均来自男子轻量级八人单桨有舵手项目。